# Leucocelis similis
Leucocelis similis är en skalbaggsart som beskrevs av Ernst Gustav Kraatz 1896. Leucocelis similis ingår i släktet Leucocelis och familjen Cetoniidae. Inga underarter finns listade i Catalogue of Life.